# دينغولفينغ
دينغولفينغ (بالألمانية: Dingolfing) هي place with town rights and privileges و بلدة ألمانية تقع في ألمانيا في منطقة دينغولفينغ-لاندآو. يقدر عدد سكانها بـ 18,443 نسمة .

## المدن التوأمة
مدن Enns و بروماث هي مدن توأمة لـدينغولفينغ.

## أعلام
- ماركو شتورم